# Heteranthera mexicana
El lirio mexicano (Heteranthera mexicana) es una especie de la familia del jacinto de agua (Pontederiaceae), dentro del orden Commelinales, en lo que comúnmente llamamos grupo de las monocotiledóneas, aunque hoy en día se agrupan dentro del grupo Liliopsida. El nombre del género Heteranthera deriva del griego ἕτερος [jéteros] ('diferente, variable') y ανθήρ [anzír] ('antera'). La especie H. mexicana se refiere a México, país de donde fue descrita originalmente.

## Clasificación y descripción
Planta perteneciente la familia Pontederiaceae.  Planta acuática, herbácea, enraizada, emergente de hasta 40 cm de alto, con glándulas pubescentes en la parte superior; hojas sésiles, envolventes en tallo, de hasta 15 cm de largo, con forma de banda; flores hasta 12 en una espiga abierta que aparenta ser terminal, flores de color azul pálido a índigo azul, perianto salveriforme, el labio, conspicuamente zygomorfico, estambres tres, disímiles, antera en el filamento más largo de color azulado y más largo que los de los otros dos filamentos.

## Distribución
Su distribución abarca desde el sur de Estados Unidos de América hasta el centro de México; en México se ha reportado en los estados de Coahuila, Querétaro y Tamaulipas.

## Ambiente
Habita principalmente en charcas temporales, se ha registrado desde el nivel del mar hasta los 1000 m de altitud.

## Estado de conservación
En México se cataloga bajo “En Peligro” en la NOM-059-SEMARNAT-2010; esta especie aún no ha sido evaluada por la Lista Roja de Especies Amenazadas.